# Digonogastra persimilotriplus
Digonogastra persimilotriplus är en stekelart som först beskrevs av Roy D. Shenefelt 1978.  Digonogastra persimilotriplus ingår i släktet Digonogastra och familjen bracksteklar. Inga underarter finns listade i Catalogue of Life.